# Кожевников, Борис Михайлович
Коже́вников Бори́с Миха́йлович (23 июля 1947, Чапаевск, Куйбышевская область, РСФСР, СССР — сентябрь 2011) — украинский политик, член КПУ.

## Биография
Кожевников Борис Михайлович родился 23 июля 1947 года в городе Чапаевске в семье служащих, русский.
По окончании СОШ № 54 г. Донецка учился в Казанском химико-технологическом институте.
С 1970 — 1994 (с перерывами) - мастер, старший инженер - технолог, начальник мастерской, начальник ряда цехов, 1991— 1994 - заместитель директора по экономике, Донецкий завод гуммо-химических изделий.
1985 — 1987 - главный инженер завода пластмасс, г. Копейск, Челябинская обл., Россия.
В период с 1990 года по 1991 год - председатель исполкома Куйбышевского райсовета г. Донецка.
Народный депутат Украины 2, 3 созыва с 04.1994 по 04.2002 от КПУ.
Умер в сентябре 2011 года.

## Семья
Жена Надежда Христофоровна (1946) — инженер; сыновья Михаил (1970) и Вадим (1977).